# Ludwig Heydenreich (Politiker, 1822)
Ludwig Heydenreich (* 24. September 1822 in Speyer; † 11. Januar 1889 ebenda) war ein deutscher Jurist und Reichstagsabgeordneter.
Heydenreich studierte von 1840 bis 1844 Rechtswissenschaften in Heidelberg und München. 1848/49 beteiligte er sich an der Deutschen Revolution, begab sich ins Exil und wurde während seiner Abwesenheit zum Tode verurteilt. 1853 in seine Heimatstadt zurückgekehrt, engagierte er sich wieder in vielfacher Weise. Ab 1858 war er Mitglied des Stadtrats. Mit seinem Freund Jakob Heinrich Lützel gründete er 1860 den Pfälzischen Sängerbund.
Bei der Reichstagswahl 1871 gewann er den Wahlkreis Pfalz 1 (Speyer-Frankenthal) für die Nationalliberale Partei, dieses Mandat übte er bis 1874 aus.